# Maison Salvan
La Maison Salvan est un espace municipal de la ville de Labège, dédié depuis 2006 à l'art contemporain (expositions et résidences d'artistes nationaux et internationaux), mais également à la création contemporaine (concerts, conférences, ateliers pédagogiques, etc),.

## Lieu
Le centre d’art est situé au 1 rue de l’ancien château, à un emplacement central de Labège — entre l’église et la place du village — installé dans l’ancienne maison de Mme Salvan, dont l’essentiel des volumes, de l’aspect extérieur et du jardin ont été préservés.
La façade principale et l’accès du centre d’art sont réorientés vers ce qui était autrefois l’arrière de la maison, et les espaces sont réinterprétés à chaque exposition, en dialogue entre les propositions et l’identité du lieu.
La direction de la Maison Salvan et l’hébergement de la résidence d’artiste sont installés dans la maison voisine, bâtiment municipal nommé “Le pastel” abritant également la salle des mariages et donnant sur la place Saint Barthélémy.
La Maison Salvan accueille des expositions, performances, concerts, rencontres, conférences, ateliers, résidences d’artistes centrés sur les pratiques artistiques contemporaines, principalement dans le champ des arts visuels.

## Artistes
Quelques artistes ayant exposé à la Maison Salvan : Dove Allouche, Gaël Bonnefon, Benedetto Bufalino, Florence Carbone, Pierre Clément, David Coste, Ronald Curchod, Nicolas Daubanes, Yohann Gozard, Carl Hurtin, Suzanne Husky, Yeondoo Jung, Lucie Laflorentie, Ange Leccia, Piet Moget, Flora Moscovici, Eva Nielsen, Yazid Oulab, Estefanía Peñafiel Loaiza, Françoise Pétrovitch, Marie Reinert, Guillaume Robert, Stéphanie Saadé, Linda Sanchez, Massinissa Selmani, ...